# Lijst van voetbalinterlands Montserrat - Panama
Deze lijst van voetbalinterlands is een overzicht van alle officiële voetbalwedstrijden tussen de nationale teams van Montserrat en Panama. De landen speelden tot op heden een keer tegen elkaar. Dat was een kwalificatiewedstrijd voor het Wereldkampioenschap voetbal 2026 op 9 juni 2024 in Managua (Nicaragua).

## Wedstrijden
| № | Plaats  | Datum       | Competitie           | Wedstrijd           | Uitslag |
| - | ------- | ----------- | -------------------- | ------------------- | ------- |
| 1 | Managua | 9 juni 2024 | WK 2026 kwalificatie | Montserrat – Panama | 1 – 3   |

## Samenvatting
| Competitie      | Totaal gespeeld | Winst Montserrat | Gelijk | Winst Panama | Doelsaldo Montserrat – Panama |
| --------------- | --------------- | ---------------- | ------ | ------------ | ----------------------------- |
| WK-kwalificatie | 1               | 0                | 0      | 1            | 1 − 3                         |
| Totaal          | 1               | 0                | 0      | 1            | 1 − 3                         |

MFA · A-internationals
1990 – 1999 · 
2000 – 2009 · 
2010 – 2019 ·
2020 − 2029
1991 · 
1992 · 
1993 · 
1994 · 
1995 · 
1996 · 
1997 · 
1998 · 
1999 · 
2000 · 
2001 · 
2002 · 
2003 ·
2004 · 
2005 · 
2006 · 
2007 · 
2008 · 
2009 · 
2010 · 
2011 · 
2012 ·
2013 ·
2014 ·
2015 ·
2016 ·
2017 ·
2018 ·
2019 ·
2020 ·
2021 ·
2022 ·
2023 ·
2024 ·
Amerikaanse Maagdeneilanden ·
Anguilla ·
Antigua en Barbuda ·
Aruba ·
Barbados ·
Belize ·
Bermuda ·
Bhutan ·
Britse Maagdeneilanden ·
Curaçao ·
Dominicaanse Republiek ·
El Salvador ·
Grenada ·
Guyana ·
Haïti ·
Kaaimaneilanden ·
Nicaragua ·
Panama ·
Saint Kitts en Nevis ·
Saint Lucia ·
Saint Vincent en de Grenadines ·
Suriname ·
Trinidad en Tobago
FEPAFUT · A-internationals · Selecties · Bondscoaches · Panamees vrouwenelftal · Panama U21 · Panama U20 · Panama U19 · Panama U18 · Panama U17
1930 – 1949 · 
1950 – 1959 · 
1960 – 1969 · 
1970 – 1979 · 
1980 – 1989 · 
1990 – 1999 · 
2000 – 2009 · 
2010 – 2019 ·
2020 – 2029
CGC 1991 · 
CGC 1993 · 
CGC 1996 · 
CGC 1998 · 
CGC 2000 · 
CGC 2002 · 
CGC 2003 · 
CGC 2005 · 
CGC 2007 · 
CGC 2009 · 
CGC 2011 · 
CGC 2013 · 
CGC 2021
WK 2018
1938 · 
1939 · 
1940 · 
1941 · 
1942 · 1943 · 1944 · 1945 · 
1946 · 
1947 · 
1948 · 
1949 · 
1950 · 
1951 · 
1952 · 
1953 · 
1954 · 
1955 · 
1956 · 
1957 · 
1958 · 
1959 · 
1960 · 
1961 · 
1962 · 
1963 · 
1964 · 
1965 · 
1966 · 
1967 · 
1968 · 
1969 · 
1970 · 
1971 · 
1972 · 
1973 · 
1974 · 
1975 · 
1976 · 
1977 · 
1978 · 
1979 · 
1980 · 
1981 · 
1982 · 
1983 · 
1984 · 
1985 · 
1986 · 
1987 · 
1988 · 
1989 · 
1990 · 
1991 · 
1992 · 
1993 · 
1994 · 
1995 · 
1996 · 
1997 · 
1998 · 
1999 · 
2000 · 
2001 · 
2002 · 
2003 · 
2004 · 
2005 · 
2006 · 
2007 · 
2008 · 
2009 · 
2010 · 
2011 · 
2012 · 
2013 · 
2014 · 
2015 · 
2016 · 
2017 ·
2018 ·
2019 ·
2020 ·
2021 ·
2022 ·
2023 ·
2024
Anguilla ·
Argentinië · 
Armenië · 
Aruba · 
Bahama's ·
Bahrein ·
Barbados ·
België · 
Belize · 
Bermuda · 
Bolivia · 
Brazilië · 
Canada · 
Chili · 
Colombia · 
Costa Rica · 
Cuba · 
Curaçao ·
Denemarken ·
Dominica · 
Dominicaanse Republiek · 
Ecuador · 
El Salvador · 
Engeland · 
Grenada · 
Guadeloupe ·
Guatemala · 
Guyana · 
Haïti · 
Honduras · 
Iran · 
Jamaica · 
Japan · 
Kameroen ·
Mexico · 
Montserrat ·
Nederlandse Antillen · 
Nicaragua · 
Noord-Ierland ·
Noorwegen ·
Paraguay · 
Peru · 
Portugal · 
Puerto Rico · 
Qatar ·
Saint Lucia · 
Saoedi-Arabië ·
Servië ·
Spanje · 
Taiwan · 
Trinidad en Tobago ·
Tunesië ·  
Uruguay ·  
Venezuela · 
Verenigde Staten ·
Wales ·
Zuid-Afrika ·
Zuid-Korea ·
Zwitserland
België (2018) ·
Engeland (2018) ·
Tunesië (2018)